# Totori
Totori est une commune située dans le département d'Oursi, dans la province d'Oudalan, région du Sahel, au Burkina Faso.